# Тича
Ти́ча (болг. Тича) — село в Сливенській області Болгарії. Входить до складу общини Котел.

## Населення
За даними перепису населення 2011 року у селі проживали 982 особи.
Національний склад населення села:
| Національність   | Кількість осіб | Відсоток |
| ---------------- | -------------- | -------- |
| турки            | 455            | 54,6 %   |
| болгари          | 248            | 29,8 %   |
| цигани           | 124            | 14,9 %   |
| інша             | 0              | 0 %      |
| не визначились   | 6              | 0,7 %    |
| Всього відповіли | 833            |          |

Розподіл населення за віком у 2011 році:
Динаміка населення: